# Genossenschaftsbank Unterallgäu
Die Genossenschaftsbank Unterallgäu eG ist eine eingetragene Genossenschaftsbank in Bayern. Die Wurzeln gehen zurück auf die Gründung der Genossenschaft am 3. April 1888. Ihr Geschäftsgebiet befindet sich im Landkreis Unterallgäu. Mit ihren Verbund- und Vertragspartnern ist sie ein Allfinanzdienstleister. 

## Geschäftsstellen
Die Genossenschaftsbank hat neben der Hauptstelle in Mindelheim Niederlassungen in Bad Wörishofen, Ottobeuren, Dirlewang, Kirchheim in Schwaben und Markt Rettenbach sowie Geschäftsstellen in Ettringen, Markt Wald, Hawangen, Sontheim und weitere 4 SB-Geschäftsstellen.

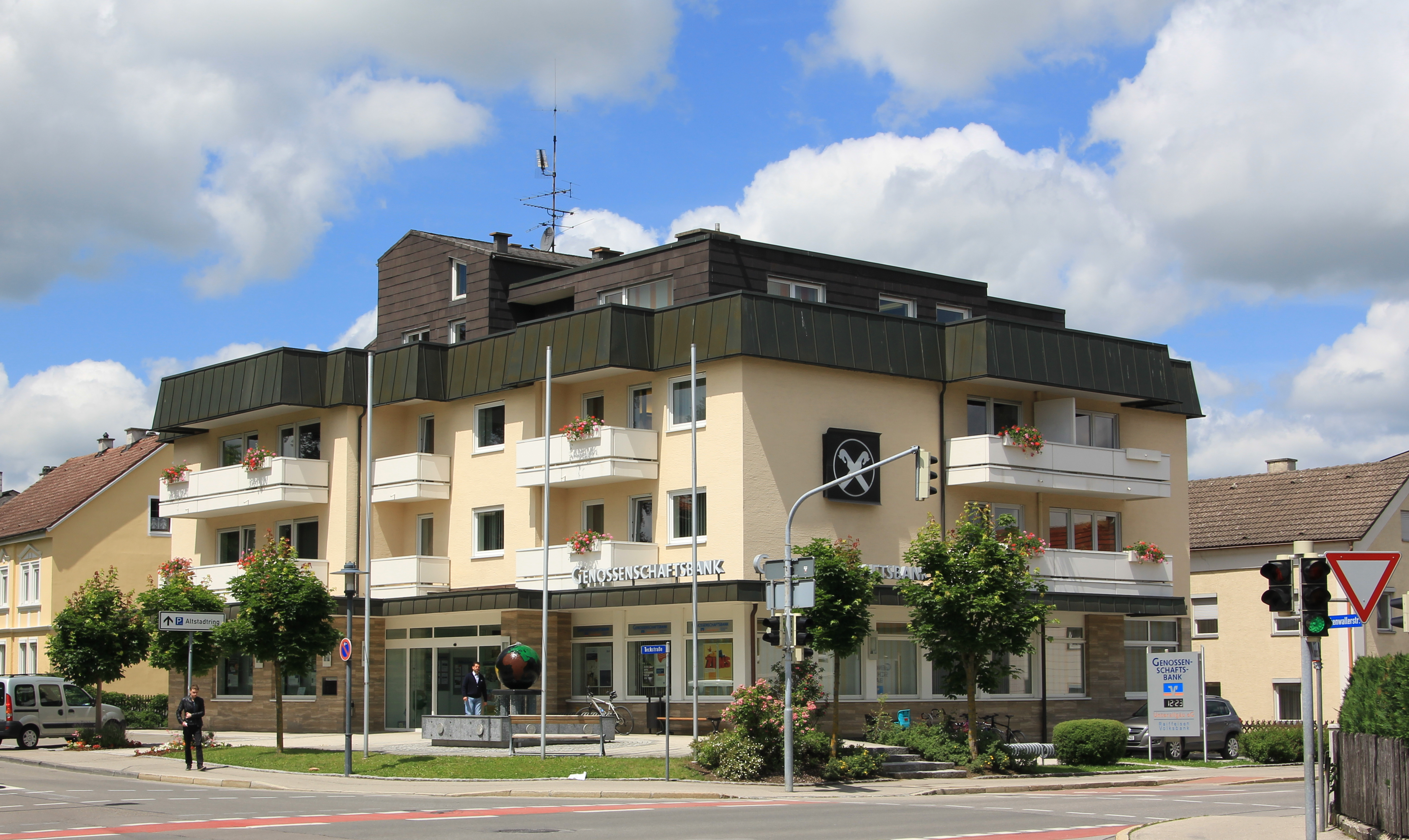
Hauptstelle in Mindelheim, Krumbacher Str. 11